# Lista över länder efter aluminiumexport
Detta är en lista över länder efter rå aluminiumexport (2012) i miljoner US-dollar, enligt The Observatory of Economic Complexity.
| #  | Land                  | Värde |
| -- | --------------------- | ----- |
| 1  | Ryssland              | 6638  |
| 2  | Kanada                | 5570  |
| 3  | Australien            | 3627  |
| 4  | Förenade arabemiraten | 3530  |
| 5  | Norge                 | 2980  |
| 6  | Nederländerna         | 2365  |
| 7  | Island                | 1842  |
| 8  | Kina                  | 1393  |
| 9  | Moçambique            | 1312  |
| 10 | Qatar                 | 1174  |